# Vol. 3: Life and Times of S. Carter
Vol. 3: Life and Times of S. Carter er det 4. album fra rapperen Jay-Z. Det største hit fra pladen var nummeret "Big Pimpin".

## Nummerliste
1. "Hova Song (Intro)"
2. "So Ghetto"
3. "Do It Again (Put Ya Hands Up) (featuring Beanie Sigel and Amil)"
4. "Dopeman"
5. "Things That U Do (featuring Mariah Carey)"
6. "It's Hot (Some Like It Hot)"
7. "Snoopy Track (featuring Juvenile)"
8. "S. Carter (featuring Amil)"
9. "Pop 4 Roc (featuring Beanie Sigel/Memphis Bleek/Amil)"
10. "Watch Me (featuring Dr. Dre)"
11. "Big Pimpin' (featuring UGK)"
12. "There's Been A Murder"
13. "Come And Get Me"
14. "NYMP"
15. "Hova Song (Outro)"